# Артарский, Тодор
Тодор Аркадий Тодоров Артарский (болг. Тодор Аркади Тодоров Артарски; 30 января 1935, Новачене) — болгарский легкоатлет и тренер. Серебряный призёр чемпионата Европы 1958 в метании диска. Первый болгарский легкоатлет, завоевавший медаль на чемпионате Европы. Двенадцатикратный чемпион Болгарии (1956, 1959, 1960, 1962, 1963, 1965, 1967, 1968, 1969, 1970, 1971 - в метании диска; 1967 - в толкании ядра). Девятикратный победитель Балканских игр (1958, 1959, 1960, 1962, 1965, 1966, 1970 - в метании диска; 1956, 1958 - в толкании ядра). Установил 17 рекордов Болгарии (11 - в метании диска, 6 - в толкании ядра).
На летних Олимпийских играх 1960 года занял 20-е место, в квалификационном раунде был 11-м.
С 1964 по 1991 год преподавал на кафедре лёгкой атлетики Высшего института физической культуры имени Георгия Димитрова, участвовал в создании учебника по лёгкой атлетике.
В 1987 году под руководством доцента Ст. Станчева защитил докторскую диссертацию «Промени в двигателния потенциал и корелационно-факторната структура на постижението при висококвалифицирани дискохвърлячи – мъже и жени».
Кубок его имени вручается победителям зимнего первенства Болгарии по лёгкой атлетике среди мужчин в метании диска.

## Основные результаты
| Год  | Турнир           | Место проведения   | Место | Результат   |
| ---- | ---------------- | ------------------ | ----- | ----------- |
| 1958 | Чемпионат Европы | Стокгольм, Швеция  | 2-е   | 53.82 м NR* |
| 1960 | Олимпийские игры | Рим, Италия        | 20-е  | 52.12 м     |
| 1962 | Чемпионат Европы | Белград, Югославия | 10-е  | 51.01 м     |

## Книги
- Лека атлетика: Учебник за студентите от ВИФ Г. Димитров / София: Медицина и физкултура, 1977
- Лека атлетика: Учебник за студентите от НСА / София: Медицина и физкултура, 1991
- Лека атлетика: Учебник за студентите от НСА / София: НСА, 1998